# Magleås
Magleås er et tidligere landsted i Høsterkøb, i nærheden af Birkerød, i Nordsjælland. Hovedbygningen er omgivet af ca. 80 dekar privat park, og støder direkte op til Rude Skov. Der er også stald og forvalterbolig på ejendommen.
Ejendommen er beliggende i et morænelandskab med småsøer og tunneldale. Områdets højeste punkt er Maglebjerg (91 m.o.h.). Her ligger Magleås. Hovedbygningen blev bygget i 1910 for forretningsmanden Aage Westenholz (1859–1935), der bl.a. var onkel til Karen Blixen og medejer og styreformand for Karen Coffee Company Ltd. Hovedbygningen blev tegnet af Westenholz' svoger, arkitekt Torben Grut i en nybarok stil med 50 værelser, og Grut tegnede også den lange staldbygning. I 1942 blev Magleås købt af pavelig kammerherre og greve Christopher Tostrup Paus, som havde solgt sit gods Herresta i Sverige i 1938 og som døde i 1943. Magleås blev derefter overtaget af Thorleif Paus, der solgte ejendommen til den katolske kirke i Danmark (Ansgarstiftelsen) i 1945. Derefter blev ejendommen brugt som folkehøjskole i flere år. I 1974 blev Magleås taget i brug som kursus- og konferencecenter for den katolske kirke i Danmark.